# Скидання авіапального

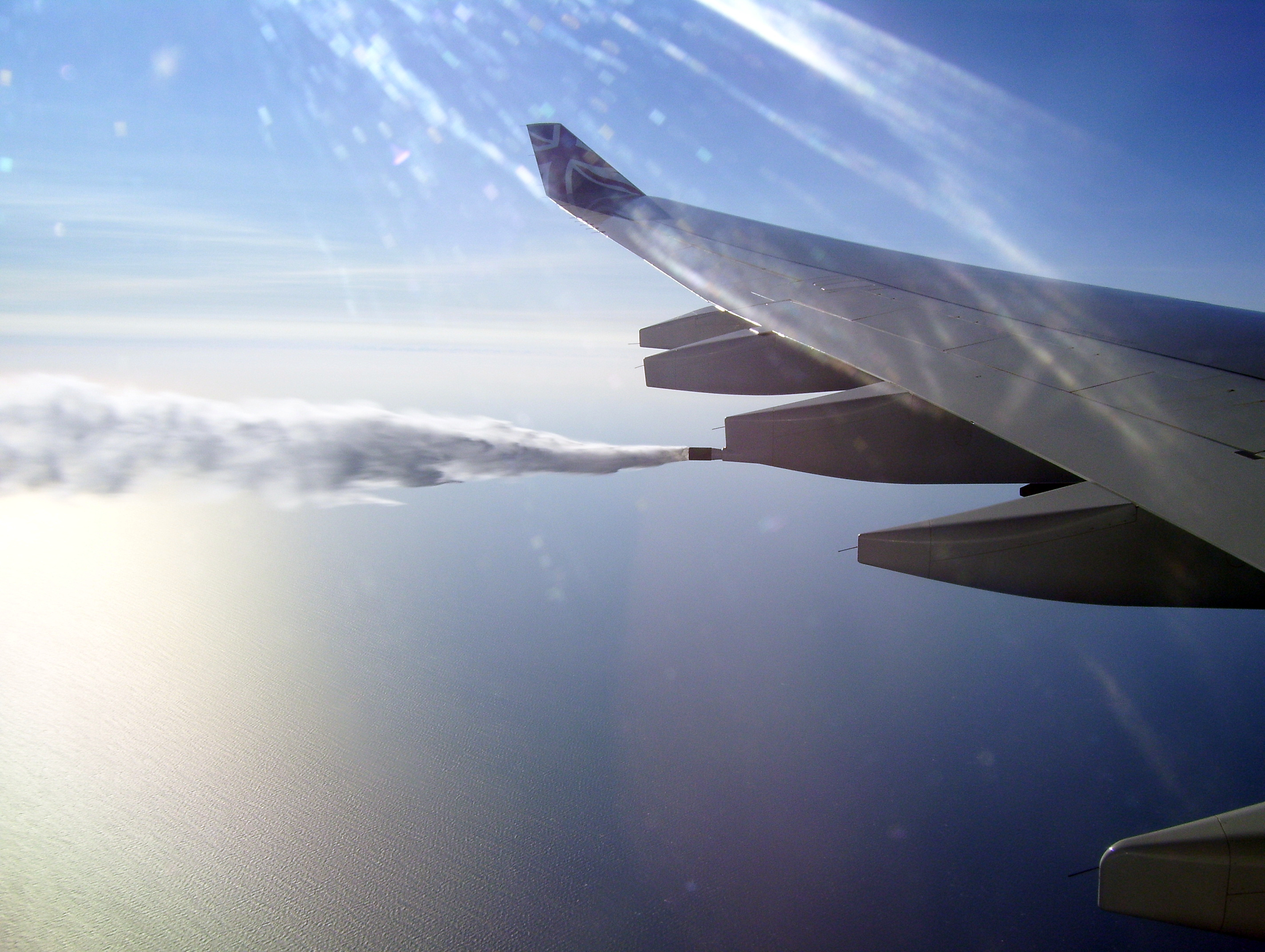
Скидання пального Airbus A340-600 над Атлантикою біля Нової Скотії

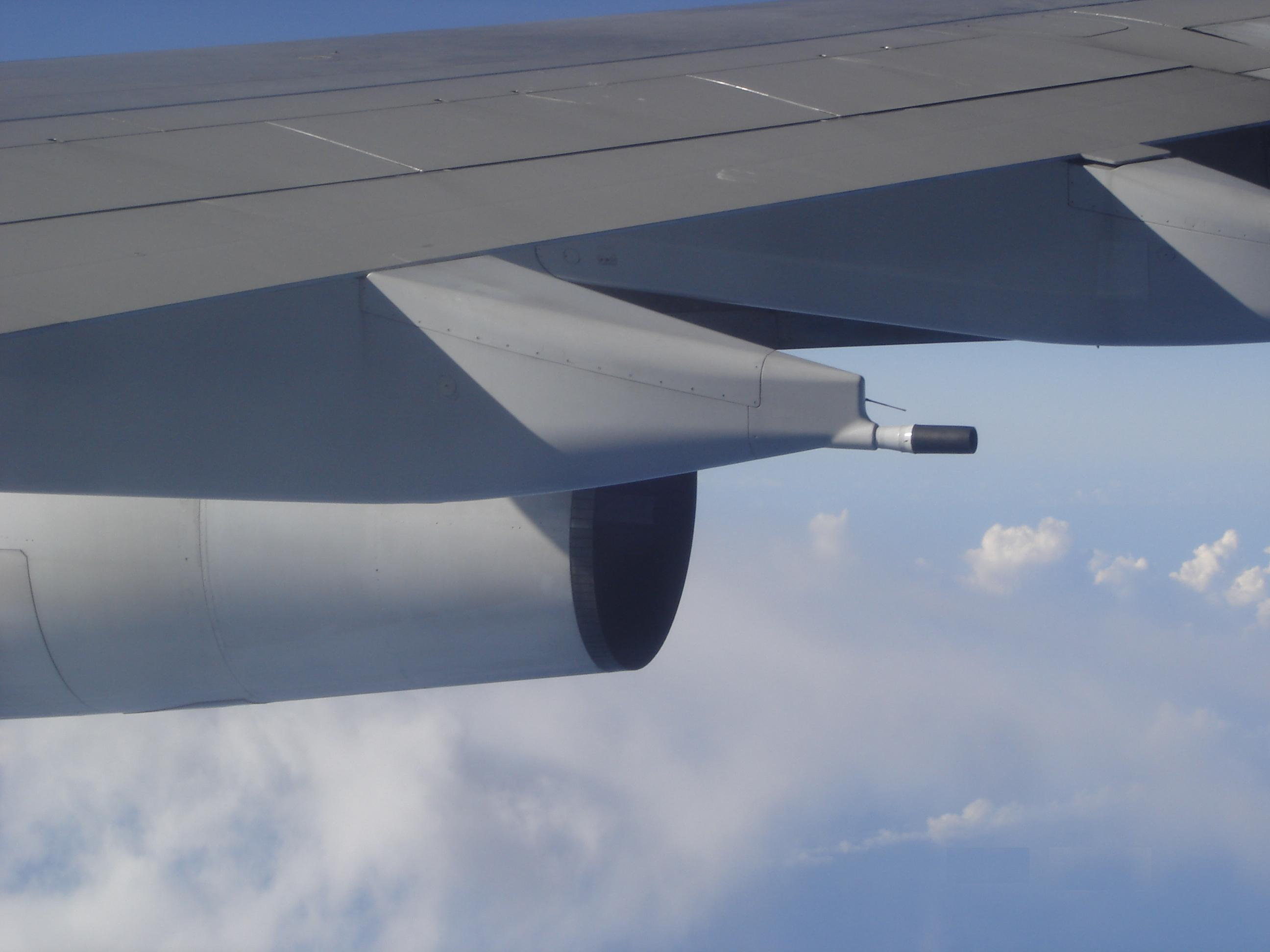
Патрубок зливу пального в Airbus A340-300

Скидання пального (англ. fuel dump(ing) або fuel jettison) — є процедурою в авіації, що має місце в деяких надзвичайних ситуаціях для негайного повернення в аеропорт вильоту або при посадці на запасний аеропорт з метою досягнення максимальної посадкової маси.
Політ, в якому виникає проблема з посадкою через надмірну вагу, виходить за рамки стандартного. При зльоті з максимальною вагою, після чого виникає потреба повернення в той самий аеропорт (через механічні неполадки чи стан здоров′я пасажира), часу на вироблення необхідного для посадки об`єму пального може не бути. В ході звичайного польоту потрібна кількість палива була б відпрацьована ще до аеропорту призначення. В разі посадки з перевищенням МПМ, повітряне судно можна зазнати критичного пошкодження чи навіть розпастися при приземленні. В кожному разі, навіть без таких наслідків, кожна посадка з перевищенням МПМ призведе до ретельної інспекції як ЗПС так і самого судна.
Так як американським виробникам літаків потрібно було вирішити питання встановлення обладнання для скиду пального на своїх літаках, Федеральна адміністрація з питань авіації США (FAA) постановила правило 105%: всі ПС, чия максимальна злітна маса перевищує максимальну посадкову на 105%, повинні мати відповідне обладнання.
Так як більшість дводвигунових реактивних авіалайнерів відповідали цій вимозі, повітряні судна типу Boeing 737 (всі моделі), Douglas DC-9/MD80, Boeing 717, сімейство Airbus A320 та різноманітні регіональні аероплани ("RJ") не мали вбудованих систем скиду пального. В разі надвичайної ситуації, що вимагає негайного повернення в аеропорт вильоту, ПС робить кілька кіл над аеропортом, щоб досягнути МПМ, або, якщо ситуація стає загрозливою, допускається посадка з перевантаженням. Виробники сучасних авіалайнерів проектують літаки з деяким запасом міцності на випадок посадки з перевантаженням, однак виключно в екстремальних ситуаціях. Будь-яка посадка з перевищенням МПМ тягне за собою ретельну інспекцію судна та ЗПС.

### Міра скидання
Встановлення конкретного обсягу скинутого пального є складним питанням навіть для конкретних типів бортів, оскільки абортоване паливо не перекачується, а зливається завдяки гравітації з метою більшості незалежності від електросистем, котрі можуть не працювати в потенційно аварійній ситуації зливу пального. Це означає, що реальна міра зливу залежить від тиску, який вчиняється на паливний патрубок: чим більше палива на борту, тим більша міра пального за одиницю часу зливатиметься з судна. Це також свідчить про те, що міра зливу не є постійною і зменшуватиметься через зменшення тиску.
Користуючись усталеними даними відносно Boeing 747, пілоти свідчать про міру зливу в обсязі від тони до двох за хвилину за допомогою формули час зливу = (обсяг зливу / 2) + 5 у хвилинах. У 2009 р.  Airbus A340-300, розвертаючись в аеропорт вильоту невдовзі після зльоту скинув 53 тони гасу за 11 хв.

## Скинь-і-спали

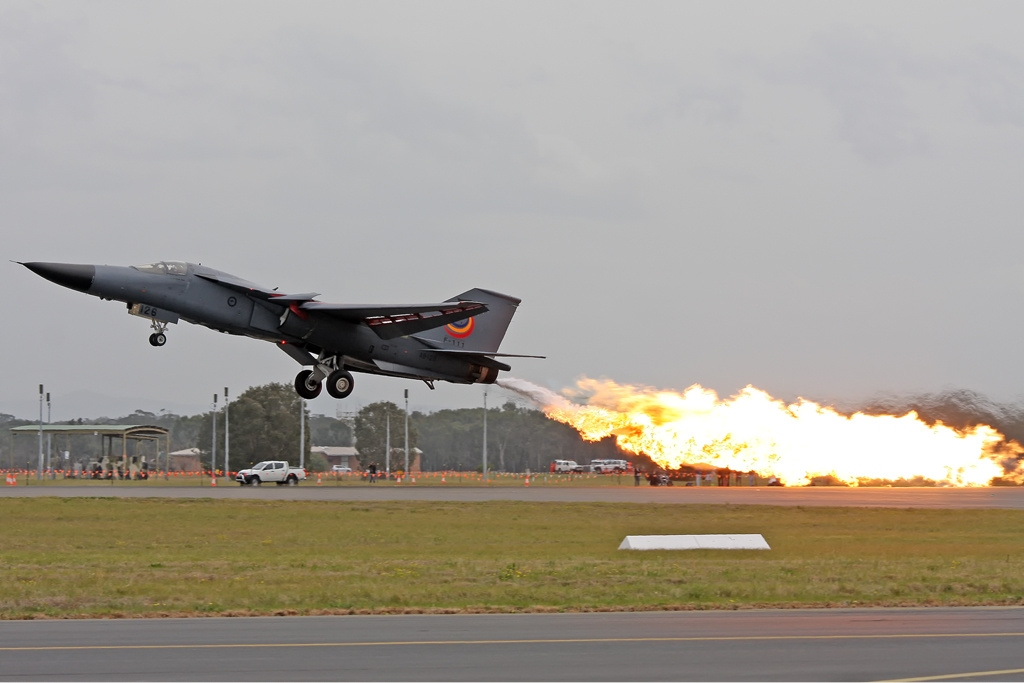
F-111 Королівських ВПС Австралії виконує «скинь-і-спали».

Дана система призначена для моментального випалювання пального в повітрі за допомогою форсажної камери. Видовищний факел на великій швидкості створює цілий спектакль для авіашоу. 
Літак-перехоплювач General Dynamics F-111 Aardvark було використано з цією метою в Австралії під час церемонії закриття Літніх Олімпійських ігор 2000 р.  і до 2010 р. також на фестивалі Riverfestival у Брисбені та австралійському Grand Prix.
1. ↑  http://www.pprune.org/tech-log/81634-b747-400-fuel-dump-rate.html
2. ↑  http://avherald.com/h?article=42369b1f&opt=1
3. ↑  Airbus A340 EMERGENCY - Engine Failure. YouTube. AviationTV. 6 червня 2012. Процитовано 8 червня 2021.{{cite web}}:  Обслуговування CS1: Сторінки з параметром url-status, але без параметра archive-url (посилання)
4. ↑  http://www.defence.gov.au/media/DepartmentalTpl.cfm?CurrentId=357